# Baptorhachis
Baptorhachis Clayton& Renvoize é um género botânico pertencente à família Poaceae, subfamília Panicoideae, tribo Paniceae.
O gênero é constituido por uma única espécie. Ocorre na África.

## Espécie
- Baptorhachis foliacea (Clayton) W.D.Clayton